# Darienplan

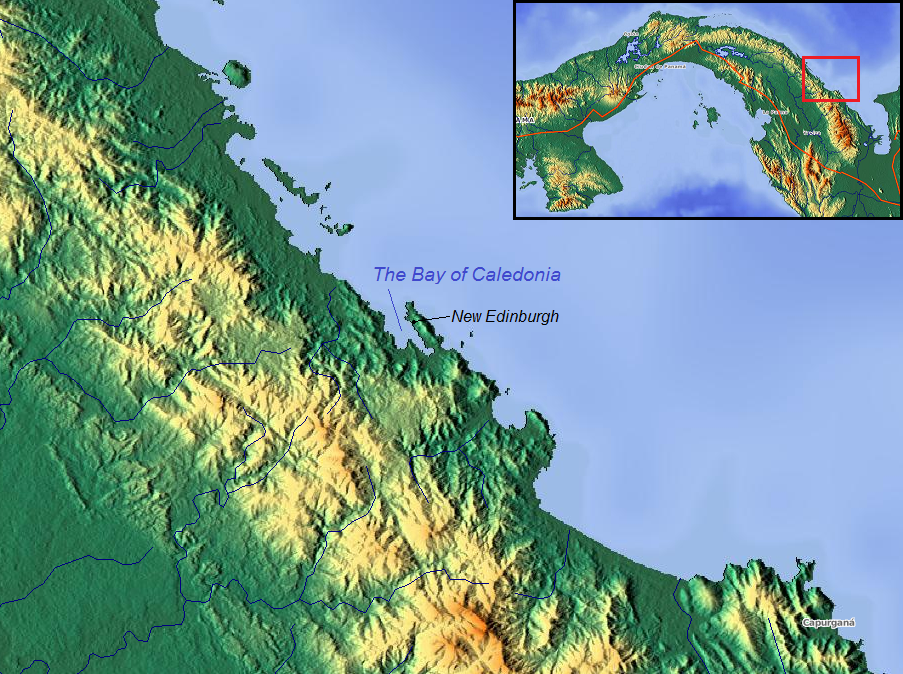
Caledonia op de kaart

Het Darienplan, ook bekend als de Darienramp, was een mislukte poging van het Koninkrijk Schotland om aan het einde van de 17e eeuw een kolonie te vestigen genaamd Caledonia op de Landengte van Panama.

## Achtergrond
Aan het einde van de 17e eeuw stond Schotland er slecht voor. Het land had een zwakke economie en was sterk afhankelijk van de machtige buurman Engeland. Beide landen waren op dat moment verenigd in een personele unie, maar niet in een politieke unie. De Engelse concurrentie en verschillende interne conflicten hadden de positie van Schotland geen goed gedaan. Er gingen stemmen op om een politieke unie met Engeland te vormen, maar het Schotse parlement streefde ernaar een grote handelsnatie te worden, met eigen koloniën.
De Company of Scotland werd in 1695 opgericht, met als doel eigen koloniën in handen te krijgen. Het lukte de Company niet om financiering in het buitenland te verkrijgen voor haar missie. Dit kwam vooral door de Engelse druk op potentiële investeerders. De Britse Oostindische Compagnie wilde haar monopolie behouden wat betreft de Britse buitenlandse handel. Uiteindelijk waren het vooral Schotten, uit alle bevolkingslagen, die hun geld in de missie staken. In totaal ging bijna een vijfde van het totale Schotse kapitaal op aan de missie.
De Schotse zakenman William Paterson pleitte al lange tijd voor een kolonie in Panama, waar een verbinding tussen de Atlantische Oceaan en de Stille Oceaan zou kunnen worden aangelegd. De Company adopteerde zijn plan, hoewel Paterson zelf uit het bestuur werd gezet wegens een intern conflict.

## Eerste missie (1698)
De eerste missie vertrok in 1698. Er waren veel aanmeldingen, mede door de hoge werkloosheid. Een expeditie van vijf schepen, met aan boord ongeveer twaalfhonderd personen, zette in juni van dat jaar koers richting het westen. Op 2 november arriveerde de schepen in Panama bij de Golf van Darien. Zij bouwden Fort St. Andrew dat met vijftig kanonnen was uitgerust. Rondom het fort bouwden de kolonisten hun huizen en ontstond een grote nederzetting genaamd New Edinburgh. Landbouw was moeilijk in het gebied en de Indianenstammen in de omgeving weigerden om handel te drijven.
Door het gebrek aan voedsel en het verstikkende klimaat begon het dodencijfer snel op te lopen. Na acht maanden werd de kolonie verlaten. Een schip dat de Jamaicaanse stad Port Royal bereikte kreeg geen hulp van de Engelsen, omdat deze de reactie van de Spanjaarden vreesde. Slechts een schip slaagde erin terug te keren naar Schotland.

## Tweede expeditie (1699)
In Schotland was men lange tijd niet op de hoogte van de ramp aan de andere kant van de oceaan. Vol optimisme arriveerde op 30 november 1699 een tweede missie in Panama. Daar troffen zij een handjevol kolonisten en de resten van de nederzetting aan. Aanvankelijk reageerden zij apathisch, maar onder leiding van Alexander Campbell of Fonab begonnen de kolonisten het fort in te richten op een dreigende Spaanse aanval. Die aanval kwam inderdaad binnen een maand. Spaanse troepen omsingelden het fort en belegerden het meer dan een maand. Na onderhandelingen gaven de Schotten zich uiteindelijk over en een paar honderd keerden  terug naar Schotland.

## Nasleep
In Schotland sloeg het nieuws in als een bom. Bijna in elke familie waren er wel mensen die geld hadden geïnvesteerd in het plan. De Company hoopte nog een deel van haar investering terug te verdienen en stuurde er twee schepen op uit onder leiding van Robert Drumond en zijn broer Thomas. Deze laatste was ook de leider van de tweede Schotse expeditie naar Panama geweest. Zij kwamen in aanraking met de piraat John Bowen. Deze beloofde hem een deel van de buit als de broers de schepen aan hem wilden uitlenen, zodat hij een aanval op een Indianenstam kon uitvoeren. De Schotten trokken zich op het laatste moment uit de overeenkomst, waarop Bowen een schip in vlammen liet opgaan en het ander tot zinken bracht. De broers durfden het niet aan naar Schotland terug te keren om daar het verlies van de schepen uit te leggen. Daarop werd er niets meer van hen vernomen.

## Acts of Union (1707)
De gevolgen voor Schotland waren catastrofaal. Verschillende Schotse edelen zagen hun totale vermogen verdampen en de economische positie van het land verslechterde verder. In 1707 ging Schotland onder de Acts of Union op in een politieke unie met Engeland, mede als gevolg van de Darienramp.